# 國際終止對性工作者的暴力日
國際終止對性工作者的暴力日(英文：International Day to End Violence Against Sex Workers)日期為12月17日。它的設立是為了呼籲社會關注並且終止對於性工作者的暴力。